# La Chapelle-sur-Usson
La Chapelle-sur-Usson is een gemeente in het Franse departement Puy-de-Dôme (regio Auvergne-Rhône-Alpes) en telt 76 inwoners (2009). De plaats maakt deel uit van het arrondissement Issoire.

## Geografie
De oppervlakte van La Chapelle-sur-Usson bedraagt 7,0 km², de bevolkingsdichtheid is dus 10,9 inwoners per km².
De onderstaande kaart toont de ligging van La Chapelle-sur-Usson met de belangrijkste infrastructuur en aangrenzende gemeenten.

## Demografie
Onderstaande figuur toont het verloop van het inwonertal (bron: INSEE-tellingen).